# Diméthyldiéthoxysilane
Le diméthyldiéthoxysilane (DMDEOS ou DMDES) est un composé chimique de formule CH3–CH2–O–C(CH3)2–O–CH2–CH3. Il s'agit d'un liquide volatil incolore et inflammable susceptible de former des mélanges explosifs avec l'air.
C'est un précurseur du polydiméthylsiloxane [–O–Si(CH3)2]n, le silicone le plus courant.